# Mot

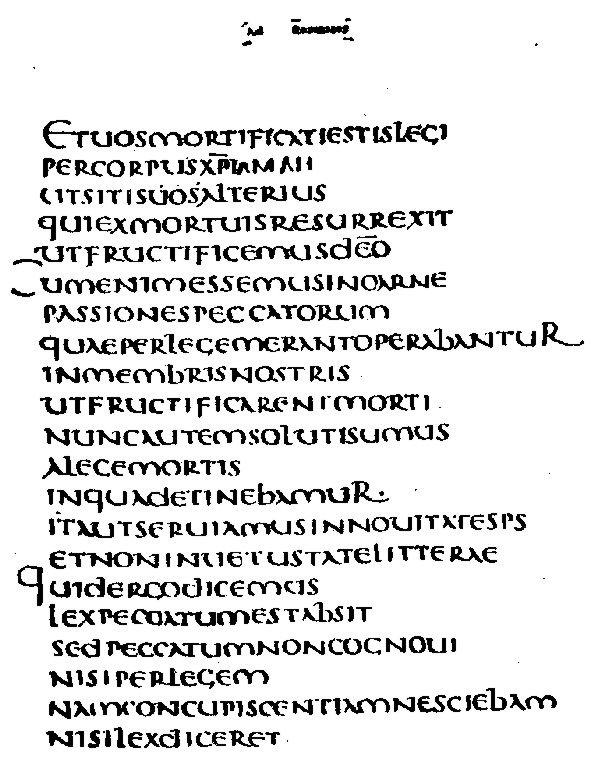
Còdex Claromuntanus escrit en llatí amb caràcters irlandesos.

Un mot o paraula és un element lingüístic, en les llengües alfabètiques, generalment entre dos blancs. En lingüística tradicional és l'element que expressa un objecte, una qualitat, una estat o acció o una relació, en altres paraules un substantiu, adjectiu, verb o proposició. És la unitat que serveix per dirigir diccionaris amb una certa autonomia de funcionament.
En lingüística moderna, el terme és controvertit, ja que no hi ha límits precisos per a establir què és i què no és una paraula en tant que unitat lingüística. La definició convencional de conjunt de lletres amb sentit entre dos espais només fa referència a la llengua escrita i, per tant, oblida les llengües no alfabètiques, les llengües de tradició oral i el discurs parlat. No hi ha una pausa a la tira fònica que permeti de dir quan acaba i quan comença un mot.
A més a més, la locució actua en tots els aspectes com una sola paraula i en canvi s'escriu amb elements separats.
 Un altre problema té relació amb les variacions d'una mot en les llengües sintètiques, és a dir, si es decideix que totes les formes d'un verb són la mateixa paraula o paraules diferents, o el plural de qualsevol mot que admeti nombre.
L'estudi de la forma dels mots –o de les unitats lèxiques– i llurs canvis és la morfologia, la manera d'encadenar mots per fer frases és la sintaxi. La semàntica estudia el sentit dels mots i com els mots i les frases permeten de transmetre conceptes o ‘comunicar’.

## Semàntica lèxica
La semàntica lèxica és l'estudi del que denoten les paraules d'una llengua natural. Les paraules poden denotar o bé entitats físiques del món o bé conceptes. Les unitats de significat en la semàntica lèxica s'anomenen unitats lèxiques. Les llengües naturals tenen la capacitat d'afegir noves unitats lèxiques a mesura que sorgeixen canvis històrics i noves realitats en les comunitats de parlants que les utilitzen.
La semàntica lèxica inclou teories i propostes de classificació i anàlisi del significat de les paraules, les diferències i semblances en l'organització del lexicó dels diversos idiomes i la relació entre el significat de les paraules i el significat de les oracions i la sintaxi.
Una qüestió important que explora la semàntica lèxica és si el significat d'una unitat lèxica queda determinat examinant-ne la posició i les relacions dins d'una xarxa semàntica, o si, al contrari, el significat està contingut localment a la unitat lèxica. Això condueix a dos enfocaments diferents de la semàntica lèxica. Un altre tòpic explorat és la relació de representació entre formes lèxiques i conceptes. Finalment, cal assenyalar que en semàntica lèxica són importants les relacions de sinonímia, antonímia, hiponímia i hiperonímia per analitzar les qüestions anteriors.

### Semàntica tradicional
Les paraules són símbols. Això significa que tenen com a referent objectes del món, externs al llenguatge. Les paraules són un determinat tipus de representacions cognitives amb les quals s'associen convencionalment els referents. Tradicionalment, en la relació entre una paraula (forma fonològica) i el món exterior cal estudiar tres aspectes:
- l'expressió de la paraula
- el concepte amb què s'associa, o significat
- la cosa a la qual es refereix, o referent

El referent d'una paraula pot ser múltiple, pel fet que en el món hi pot haver una gran quantitat d'objectes denotats per la mateixa paraula. Tanmateix, el significat de la paraula és únic.
El valor semàntic d'una paraula és el conjunt d'objectes o situacions als quals es pot referir, és a dir, el seu "àmbit referencial" (que seria una classe d'objectes, mentre que el significat seria la propietat que comparteixen aquests objectes, la idea o la representació mental que hom se'n fa).
Tradicionalment s'ha considerat que els significats de les paraules són entitats conceptuals compostes d'altres entitats. Els conceptes en què es poden dividir els significats s'anomenen semes o "components semàntics". Els semes d'un significat són les propietats implicades o evocades per aquest significat. Així doncs, els significats són unitats complexes. A partir dels semes s'ha intentat definir un tipus d'entitat més problemàtica anomenada semema.

## Formació de paraules
Qualsevol llengua crea mots nous mitjançant diversos recursos.
Un dels recursos és la derivació, que consisteix a adjuntar sufixos o prefixos a un mot existent. La majoria de paraules d'una llengua poden ser dividides en parts més petites anomenades morfemes. Hi ha morfemes que aporten el significat bàsic, i d'altres que aporten informació de tipus gramatical, com el nombre, el gènere, la persona, etc. En un mot com casa, el morfema principal (dit, també, arrel) és cas, mentre que la -a final és el morfema de gènere (indica femení). En un mot com cases, hi ha, a més, la -s final, que és el morfema de nombre (indica plural). Alguns dels morfemes que es poden adjuntar són sufixos (-ista a futbolista 'jugador de futbol') o prefixos (pre- a preindustrial 'abans de l'època industrial'). Quan un mot rep un sufix o un prefix es parla de derivació.
Els mots també poden ajuntar-se entre si; aleshores es parla de composició. En són exemples comptavoltes, format pel verb comptar i el substantiu volta. Un tipus de composició especial és la composició culta o sàvia, en què els elements que s'ajunten són antics mots del grec clàssic i del llatí; n'és un exemple microscopi, format pel grec micro 'petit' i scopi 'visió'.
La truncació (per anglicisme) de paraules existents també dona fruits: així, es pot dir info per informació o tele per televisió. L'acronímia permet de crear mots creuats, és a dir, mots que contenen síl·labes o segments de més d'un mot. N'és un exemple motel, format per motor i hotel.
Finalment, es poden inventar paraules. Quan un idioma crea de cap i de nou un mot ho fa seguint uns patrons fònics. Així, en català s'han creat mots com xup-xup (onomatopeia del bull) o ziga-zaga 'moviment en forma de Z'. Aquests nous mots poden venir també per manlleu d'una altre llengua.

## Aprenentatge de paraules
Els mots de la llengua materna s'aprenen a partir de diàlegs d'altri o de la lectura de textos. L'infant en el procés de socialització adquireix els mots bàsics per a poder comunicar, fins a uns 2000 que formen el vocabulari comú. Amb l'educació formal s'augmenta la dominació en el vocabulari, que és un dels indicadors de fluïditat verbal i cultura general.
Les paraules desconegudes es poden deduir del context si hi ha prou familiaritat amb el tema de què tracta el discurs que les conté sempre que aquestes no superin un cert llindar (amb més de 7% només es pot accedir al significat literal i amb més de 15% la comprensió és impossible). Per a retenir-les a la memòria humana cal reforçar l'estímul repetint la seva aparició o lligant-la a esdeveniments significatius afectivament per al subjecte. Una paraula es reté millor si apareix en contextos variats en intervals no gaire espaiats en el temps. Els diccionaris i altres reculls lexicogràfics supleixen el possible oblit o desconeixença llistant les paraules més rellevants d'una llengua.

## Classificacions
Les paraules poden dividir-se, segons criteris morfosintàctics (categoria sintàctica i tipus de flexió), fonològics (accentuació, nombre de síl·labes) o funcionals.

### Segons lacategoria gramaticaltradicional
- adjectiu
- substantiu o nom
- verb
- determinant
- conjunció
- adverbi
- preposició
- interjecció

### Segons l'estructura
- Mots simples, consten d'un sol lexema i cap morfema derivatiu.
- Mots derivats, es refereix pròpiament a una relació entre dues paraules formades a partir del mateix lexema bàsic.
- Mots composts, que contenen almenys dos lexemes si cap morfema derivatiu.
- Mots parasintètics, poden ser de dos tipus: 
  - Les paraules compostes que contenen un morfema derivatiu que al seu torn es divideixen en Juxtaposició i Conjunció (coneguda també com a 'paraula composta pròpiament dita').

Exemple de PC juxtaposades: girasol = gira + sol.
Exemple de PC pròpiament dites: mapamundi = mapa + mundi
- Sintagma lexicalitzat o col·locació.

### Segons l'accentuació
En certes llengües amb accent d'intensitat fonològic, la posició de l'accent d'intensitat no està fixat sempre en la mateixa síl·laba, aquestes llengües s'anomenen llengües d'accent lliure. En llengües d'accent lliure com l'espanyol pot fer les següents classificacions: 
- Les paraules agudes són aquelles en què recau l'accent en l'última síl·laba de la paraula. Per exemple: maó.
- Les paraules planes o greus són aquelles en què l'accent recau en la penúltima síl·laba. Per exemple: llitera.
- Les paraules esdrúixoles són aquelles en les que recau l'accent en l'antepenúltima síl·laba o en les anteriors. Per exemple: esdrúixoles.

Fonològicament l'accent ajuda a segmentar la cadena parlada en grups fònics o mots. En llengües d'accent en posició fixa com el francès on l'accent cau al final de cada paraula tònica, per la qual cosa la identificació de la posició de l'accent permet segmentar en paraules (exceptuant les paraules clítiques)

### Segons el nombre de síl·labes
- Paraula monosíl·laba: aquella paraula amb una sola síl·laba. Per exemple: sol, bou.
- Paraula bisíl·laba: aquella paraula amb dues síl·labes. Per exemple: núvol, bossa.
- Paraula trisíl·laba: aquella paraula amb tres síl·labes. Per exemple: huracà, teclat.
- Paraula tetrasíl·laba: aquella paraula amb quatre síl·labes. Per exemple: escopeta.

## El lèxic d'una llengua
El lèxic d'una llengua comprèn totes les paraules i expressions pròpies, estiguin ja reconegudes oficialment (pels diccionaris normatius o acadèmies representatives) o no. Han de ser, però, paraules mínimament esteses.
Les paraules es poden classificar segons molts criteris:
- Segons el seu origen: es distingeixen paraules patrimonials i manlleus.
- Segons el seu ús en el temps: neologisme i arcaisme.
- Segons el grau d'extensió: la sociolingüística estudia si una determinada paraula pertany a una varietat determinada (social o dialectal) o a l'estàndard d'aquell idioma.

### Diccionaris
El Diccionari de la llengua catalana de l'IEC (DIEC) recull que un diccionari és: «Obra que recull els mots d'una llengua, els termes d'una ciència, d'un art, d'una activitat, etc., amb llur significació, disposats en un ordre determinat, normalment alfabètic, que pot contenir d'altres informacions de naturalesa gramatical, fonètica, etc.»
D'aquesta definició s'extreu la importància d'aquestes obres quant a "contenidors" de paraules, dins d'aquestes cal destacar la labor dels diccionaris normatius, és a dir, aquells que estableixen la forma i el significat de les paraules reconegudes com a pròpies i generals d'una llengua. En el cas del català aquesta funció recau en el Diccionari de la llengua catalana de l'IEC, citat anteriorment.

## El dinamisme dels mots
La llengua és un sistema de comunicació propi d'una comunitat humana i com a tal és subjecte a canvis. Els dits canvis es veuen reflectits palesament en les paraules. N'hi ha que s'incorporen al lèxic, altres cauen en desús, se n'eliminen de mal formades o per més raons filològiques, mentre altres prenen nous significats o en perden.
Aquest dinamisme es reflecteix en la introducció mateixa de la segona edició, d'abril de 2007, del Diccionari de la llengua catalana de l'IEC (la primera edició del qual es va publicar el setembre del 1995) :
| «                                                                      | La tasca de revisió del lèxic comú afecta la nomenclatura i el contingut dels articles. […] Com a resum d'aquesta labor, [...], hom pot constatar que aquesta edició té 2.422 articles més que la primera: 69.988, enfront de 67.566; 12.343 accepcions més: 132.343, enfront de 120.000; 343, subentrades més: 17.343, enfront de 17.000; 14.007 definicions més: 117.007, enfront de 103.000; i 6.234 exemples més: 50.234, enfront de 44.000. 383 entrades i 750 subentrades han canviat de forma, ja sia gràficament, ja sia en la flexió del femení (addició, supressió o modificació), ja sia amb modificacions de verb transitiu a pronominal i viceversa, ja sia amb canvis de substantiu singular a substantiu plural i viceversa. | » |
| — JOAN MARTÍ I CASTELL, Lèxic comú, Pròleg, Introducció, part II, DIEC | |   |

A tall d'exemple, en aquesta edició s'inclogueren les paraules: agroturisme, amiguisme, antiavalots, barcelonisme, bimba, bingo, caravàning, claustrofòbic -a, culturisme, deixalleria, ecomuseu, euro, homofòbia, microones, migcampista, monovolum, multicine, piromusical, salami, senderista, ufologia, videoclub, xabola, xatonada, zàping, etcètera. D'un altre costat s'hi suprimiren les formes com aguerriment, alapidar, ésser de bon (o de mal) acontentar, llenç de paret [o llenç de muralla], paraules gruixudes, solteràs, un oncle renoc, vilorda, etcètera.
S'hi introduïren també noves locucions o frases fetes, producte de la lexicalització d'expressions: en espera de ‘esperant’, tocar el crostó a algú ‘renyar-lo’, en corrua [o corrua feta, o a corrua feta] ‘Formant filera’, relliscar-li a algú una cosa ‘No donar-hi cap importància, no posar-hi atenció’.

## Nivell de comprensió de les paraules
No coneixem totes les paraules de la mateixa manera, segons Edgar Dale hi ha almenys 5 nivells de comprensió d'aquestes (de menor a major grau):
1. No es coneix gens
2. S'ha sentit o s'ha llegit alguna vegada i es coneix superficialment
3. S'entén de forma passiva, però no s'empra
4. S'utilitza en els seus significats més usuals
5. Se'n dominen tots els significats i s'hi pot jugar fent rimes i jocs de mots

No és la mateixa cosa de comprendre una paraula que usar-la habitualment. El nombre de paraules que una persona és capaç de comprendre s'anomena vocabulari passiu, s'oposa a l'actiu, molt més reduït. L'ús efectiu depèn de la repetició en l'aparició de la paraula i la necessitat d'inserir-la en el discurs. Una persona culta pot arribar a conèixer 24000 paraules, de les quals usa activament unes 6000; mentre que una persona amb un vocabulari pobre n'entén la meitat i n'utilitza prop de 2000.
Una persona en situació de bilingüisme o plurilingüisme té un vocabulari personal més ric que una persona monolingüe, ja que és capaç d'usar més etiquetes lèxiques per a referir-se al món exterior.
Està demostrat que el nostre vocabulari passiu és més ampli que el nostre vocabulari actiu, és a dir, coneixem més paraules que les que emprem habitualment. Aquest fet és conseqüència de la manera que s'organitzen les dades emmagatzemades en la nostra memòria. Les paraules que hem après són organitzades dins del nostre lèxic mental a manera d'un diccionari, tanmateix, a diferència d'aquests les entrades no són organitzades alfabèticament, sinó que s'estableix un ordre segons l'ús i en les relacions entre els diferents mots. Així les paraules que més emprem les tenim més "a mà" que les que no emprem.
Una persona pronuncia tres paraules per segon sense, aparentment, gaire esforç o problemes. Això vol dir que el cervell ha de ser capaç de cercar i seleccionar paraules a partir del diccionari mental d'una manera extremadament eficaç i ràpida. El cervell accedeix al lèxic mental en menys de 200 mil·lisegons

## Dicotomia Paraula - Concepte
La majoria de corrents filosòfics admet que el pensament s'articula en paraules. Però les paraules no tenen una relació unívoca amb els conceptes, sinó que depenen del sistema de cada llengua. Segons la hipòtesi de Sapir-Whorf, cada llengua té una manera única de concebre el món, que es plasma en el seu lèxic i que no és totalment traduïble a un altre idioma (fet que es veu fins i tot en noms simples com els colors). Les paraules que un idioma necessita estan íntimament relacionades amb la vida i cultura de la comunitat nadiua i de la relació amb altres llengües en contacte. Per exemple, la llengua d'un grup que visqui a la selva tindrà més paraules relacionades amb el món vegetal que un altre que sigui eminentment urbà.
És cert que no tot el pensament és verbal, però no pot haver-hi raonament articulat sense paraules. El raonament es construeix amb mots i s'articula verbalment en un continu lògic i gramatical entrellaçat. Si, com diu Boileau, el que es concep bé s'enuncia clarament, no és menys cert que l'esforç per dir amb claredat la idea, aporta nova llum a la reflexió. La correspondència és biunívoca, i l'efecte, multiplicador. Encara Nietzsche coneixia aquest vincle fonamental quan va escriure que escriure millor significa pensar millor, descobrir coses que siguen cada vegada més dignes de comunicar-se i saber comunicar-les realment.
Alguns neuròlegs afirmen que si bé el pensament es transmet mitjançant el llenguatge i les paraules, no es codifica amb aquest, ja que una neurona transmet impulsos elèctrics que són la substància del pensament i aquests impulsos no responen a cap codi cultural. A més el llenguatge és lineal, mentre que sovint la percepció és global i simultània.
La relació entre llenguatge i pensament és una de les qüestions per resoldre de les ciències cognitives.

## Significat i classificació semàntica
Quan parlem de relacions semàntiques entre paraules (o expressions) ens referim als significats. La llengua és rica perquè el seu objectiu és de reflectir el pensament dels éssers humans i fer possible la comunicació entre els diferents pensaments. Una de les qüestions que crea riquesa en una llengua és, justament, la gran quantitat de possibilitats que hi ha per a expressar un concepte, un sentiment, una idea o, fins i tot, la gran quantitat de matisos que podem donar davant d'una realitat per a expressar-la, per a fer-la entenedora a l'altre...
- Polisèmia o monosèmia :
  - la polisèmia defineix la capacitat que pot tenir un mot de significar diverses coses en funció del context en què es fa servir (poli, en grec = molts). La majoria de mots són polisèmics i això confereix una gran riquesa a les llengües. Per exemple la paraula CAP és clarament polisèmica... Pot voler dir: crani, punta, dirigent, començament, ni un...
  - En canvi, parlarem de monosèmia quan un mot té un significat i prou (mono, en grec = un). És a dir, quan és un mot per designar una cosa ben concreta. Moltes paraules monosèmiques pertanyen al registre cinetíficotècnic, en què sòl ser necessària una precessió de conceptes major.
- Homonímia: homofonia i homografia. Dues paraules són homònimes quan són (o semblen) iguals i volen dir coses diferents.
  - Les paraules HOMÒGRAFES (homo + grafos = mateixa escriptura) són homònims purs. S'escriuen igual, com ara és el cas de deu: 1. substantiu que significa un aflorament d'aigua, 2. la desena (nombre), i 3. 3a persona del singular del present d'indicatiu del verb deure.
  - Les paraules HOMÒFONES són homònims parcials. Es pronuncien igual (i per tant sonen de la mateixa manera però que s'escriuen diferent i tenen, evidentment, significats diferents. Per exemple evocar (recordar una cosa i fer-hi referència) i abocar (buidar el contingut d'un recipient).
- Sinonímia i antonímia
  - SINÒNIMS (paraules que volen dir la mateixa cosa). N'hi ha pocs de sinònims perfectes (com conquerir i conquistar o roig i vermell). La majoria dels sinònims perfectes s'expliquen perquè són deguts a derivacions a partir d'arrels diferents que significaven el mateix. Però també parlem de sinònims perfectes dialectals si es dona el cas de dues paraules que signifiquen el mateix però que s'usen en diferents varietats geogràfiques (Un exemple és el cas de sortir i eixir). Algunes altres paraules que mantenen aquesta relació d'igualtat de significats són sinònims imperfectes perquè només es dona la sinonímia en algun dels contextos en què els mots poden ser utilitzats. Per exemple CAP i COMENÇAMENT són sinònims per a l'accepció de cap que significa el començament, si no, no es dona aquesta relació. O el cas curiós de MEDICINA i MEDECINA que només són sinònims si es refereixen al medicament per curar una malaltia.
  - ANTÒNIMS són les paraules que signifiquen el contrari com ara enviar/rebre o sumar/restar... N'hi ha que són antònims gramaticals i s'obtenen afegint un prefix amb significat negatiu (moral-amoral, culte-inculte, ...). D'altres, en canvi són antònims lexicals perquè estan formats amb arrels lèxiques diferents i de significat contrari (jove- vell, alt - baix).
- L'analogia: pel que fa al lèxic, parlem d'analogia quan un mot té més d'un significat i en pren un o altre en funció del context en què s'usa. (ex. Les antenes d'un insecte i les antenes dels televisors portàtils (en tots dos casos tenen forma de V i també en tots dos casos capten senyals...)
- El sentit figurat: És el significat que pren un mot (o una expressió), justament per analogia, quan aquesta fuig del món de les coses concretes i tangibles (o sigui d'allò que és perceptible amb els sentits). Diem que un mot (o una expressió) s'utilitza en sentit figurat quan allò que vol dir no és el que diu en sentit estricte o propi. Un exemple clar és l'expressió: AIXECAR EL CAP, quan volem dir "aixecar la moral" o "tornar a tirar endavant després d'una situació dura".

Per altra banda cal tenir en compte que el significat d'una paraula pot variar, i varia, en funció del discurs en què és esmentada (com queda palès en els exemples donats de sinònims parcials). Si bé les paraules poden tenir significat per si soles, és en la combinació d'aquestes, d'unes amb les altres, on s'assoleix la complexitat del llenguatge. Així cal diferenciar entre diferents significats:
- Significat informatiu: relació entre la paraula i el món del qual parlem, pren com a referència la relació entre els mots i certes expressions i els objectes que denoten, tot donant informació sobre l'entorn extern[9]
- Significat social: quan s'expressen aspectes vers el nostre món intern (imaginacions, creences, pensaments, desitjos, etc.), informa sobre el parlant[9]
- Significat cognitiu: Aquest darrer afecta més l'enunciat, l'oració o les expressions que no pas els mots concrets. Informa de com es conceptualitza el significat, posant l'atenció en la relació entre els mots i expressions d'una llengua i les representacions mentals basades en el coneixement semàntic dels parlants.[9]

Per altra banda les paraules presenten també un significat associatiu.
- Significat connotatiu: El dit significat fa referència a allò que es comunica en virtut dels elements als quals es fa referència, part d'aquest prové del coneixement del món real i presenta connotacions, relativament, obertes i inestables que poden canviar amb el pas del temps. Així, per exemple, la paraula Dona porta implícits els significats d'Humà, adult i no masculí així com significats entorn les característiques físiques (capacitat de tenir fills…), connotacions socials, que depenen del substrat cultural (cabells llargs, dur faldilles…) i connotacions pròpies del punt de vista del parlant.[10]
- Significat estilístic: Fa referència a allò que es comunica de les circumstàncies socials de l'ús del llenguatge, és força relacionat amb la variació situacional, social i geogràfica. Aquest significat és present en la utilització d'un mot o un altre depenent de les circumstàncies. Així, per exemple, per a definir-nos a una casa emprem diferents paraules segons el context: Domicili (oficial), residència (formal), casa (general), llar (poètic, afectiu), etc.[10]
- Significat afectiu: Fa referència a allò que es comunica de les creences i dels sentiments del parlant, és relacionat amb l'actitud d'aquest. Els elements prosòdics podem fer variar aquest significat. Per exemple: el mot Burro: Burro! (com insult)[10]
- Significat reflectit: Fa referència a allò que es comunica per associació amb un altre sentit de la mateixa expressió, la multiplicitat de significats conceptuals d'una paraula fa que la nostra interpretació s'inclini cap a un sentit o un altre d'aquesta. Per exemple: "La casa de Déu" (interpretat com l'església). És en aquest significat on apareixen les paraules Tabú, ja que un dels sentits de la paraula es relaciona amb un concepte tabú en segons quin context.[10]
- Significat posicional: Fa referència a allò que es comunica per associació amb altres paraules que tendeixen a aparèixer en el mateix context. Les paraules agafen sentit en funció de les paraules amb les quals tendeixen a aparèixer. Per exemple Tremolar (+) de por.[10]
- Significat temàtic: Fa referència a allò que es comunica per la manera en què s'organitza el missatge, ve determinat per l'organització d'aquest en termes d'ordre, focus o èmfasi.[10]